# Agogna
L'Agogna est une rivière italienne de 140 km de long, affluent du Pô dans lequel elle se jette entre la Sesia et le Terdoppio, après avoir baigné Borgomanero, Novare et Mortara.

## Géographie
L'Agogna provient du massif de Mergozzolo, entre le lac Majeur et le lac d'Orta, au sud du mont Mottarone. La source est située à environ 1 000 m entre les localités de Volpe Alpe della et Alpe Nuovo, dans la commune de Armeno, province de Novare.
Elle coule tout d'abord vers le sud-est sur un court tronçon dans la province du Verbano-Cusio-Ossola, pour ensuite se tourner vers le sud-ouest et revenir dans la province de Novare. Elle traverse ensuite le centre de la province, du nord au sud, arrosant la ville de Borgomanero et la banlieue ouest de Novare.
Après avoir parcouru 93 km, elle pénètre en Lombardie, dans la province de Pavie, et traverse la Lomelline en suivant une direction sud-sud-est, parallèlement aux rivières Sesia et Tessin. À Ferrera Erbognone, vers la fin de son parcours, elle reçoit l'apport de son principal affluent, l'Arbogna-Erbognone en rive gauche. En atteignant Mezzana, elle s'oriente brièvement vers l'est entre les hameaux de Casoni Borroni et Balossa Bigli puis conflue en rive gauche gauche dans le Pô, non loin de la confluence de la Scrivia.

### Caractéristiques du parcours
Le cours de l'Agogna peut être divisé en trois parties différentes.

#### La montagne
Le ruisseau coule dans un lit de rocheux et pas très large, bordé par une vallée étroite qui s'étend de la source à la ville de Bolzano Novarese. Dans cette section, il recueille les eaux de nombreux petits affluents qui descendent des deux côtés de la vallée (le plus important est l'Ondella), il est une destination populaire pour la pratique du kayak.

#### Les collines
La partie collinaire s'étend jusqu'à la ville de Novare, elle est caractérisée par le passage de la rivière dans les régions de collines et de hauts plateaux. Les principaux affluents sont la Grua (it), le Lirone (it), le Sizzone (it) et le Strona di Briona. Au nord de Novare, elle passe sous le Diramatore Alto Novarese (it) et le Canale Cavour.

#### La plaine
La section plate, de Novare jusqu'à la confluence avec une pente moyenne de 1,6 pour mille, est caractérisée par un écoulement lent avec de larges boucles larges à travers un territoire principalement occupé par les rizières. Dans ce tronçon, elle reçoit le Sparso (it), la Roggia Biraghetta (it), l'Arbogna-Erbognone et recueille les eaux de plusieurs canaux, puis, à son tour, transfère une partie de son débit à des canaux tels que la Roggia Caccesca (it).

## Toponymie
Sous Napoléon Ier, l'Agogna donna son nom au département d'Agogna du royaume d'Italie, qui avait pour chef-lieu Novare.

## Régime
L'Agogna présente de nombreuses variations de débit ; la moyenne est de 7,9 m3/s à Novare et à l'embouchure de 21,9 m3/s.
Il se peut qu'en été, le débit soit très faible, avec une section sèche presque complète jusqu'au confluent de la roggia Mora : dans ce tronçon le régime est donc très torrentielle. La désignation de « rivière » ne devrait donc être utilisée que dans la partie inférieure, de Novare jusqu'à l'embouchure.
De nombreux déversoirs servent à alimenter de nombreux canaux d'irrigation et à réduire ainsi considérablement le débit du cours d'eau.

## Faune et flore
La rivière traverse différentes types d'écosystèmes le long de son parcours, on peut trouver de nombreuses espèces de mammifères (comme la loutre), des amphibiens, les reptiles et des lézards ainsi que des oiseaux tels que le roitelet, la mésange à longue queue, la fauvette, la fauvette à tête noire, le rouge-gorge familier, le héron cendré, le bihoreau gris, le blongios nain, la poule d'eau et le canard colvert.
Dans ses eaux, d'autres espèces telles que barbeaux, carpes, ablettes et gardons.
Par le passé, dans la partie inférieure, on trouvait la truite avant que l'eau ne soit trop polluée. Les insectes qui peuplent ses rives sont des centaines et concentrés particulièrement sur la zone de l'Agogna Morta. On y trouve un coléoptère, Carabus clathratus, devenu rare dans la plaine du Pô.